# Loon
Amir Junaid Muhadith (născut Chauncey Lamont Hawkins; n. 20 iunie 1975, New York City, New York, SUA), cunoscut sub numele de scenă Loon, este un fost rapper american.
El a colaborat cu casa de discuri Bad Boy Records. În 2008 s-a convertit la Islam, terminându-și cariera muzicală și mutându-se în Egipt.
A fost arestat la 22 noiembrie 2011, la Bruxelles. În mai 2012 a fost extrădat în SUA. În 2013 a fost condamnat la 14 ani de închisoare pentru conspirație cu intenția de a trafica unul sau mai multe kilograme de heroină.